# Catedral de Santa María (Asmara)
La Catedral de Santa María (en amárico: እንዳ ማርያም, romanizado: Enda Mariam) es una catedral ortodoxa eritrea en la ciudad de Asmara, la capital de Eritrea. Es uno de los tres hitos religiosos más importantes en la ciudad, siendo los otros la Iglesia de la Virgen del Rosario y la Gran Mezquita Kulafah Al Rashidan. En noviembre en el espacio se celebra el Nigdet (Santa Mariam), un festival religioso ortodoxo celebrado anualmente en el lugar.